# Merlin (sæson 4)
Den fjerde sæson af den britiske dramaserie Merlin begyndte den 1. oktober 2011 med episoden "The Darkest Hour - del 1". Den består af 13 episoder, oprindeligt vist lørdag aften på BBC One og BBC One HD (genudsendt på BBC Three). Seriens producer er Sara Hamill og executive producere er Johnny Capps og Julian Murphy. Instruktørerne omfatter Alice Troughton, Alex Pillai, Justin Molotnikov og Jeremy Webb.  Forfatterne omfatter Julian Jones (hovedforfatter), Howard Overman, Jake Michie, Lucy Watkins, og Richard McBrien.
Sæsons 4's stjerner er de regelmæssige skuespillere fra de tidligere sæsoner, herunder Colin Morgan, Angel Coulby, Bradley James, Katie McGrath, og Richard Wilson. Anthony Head forlod serien efter hans karakter blev dræbt i "The Wicked Day". Nathaniel Parker sluttede sig til den regelmæssige cast i denne sæson (krediteret som sådan for første gang i "Aithusa") og John Hurt vendt tilbage som dragens stemme. Birollerne omfatter Adetomiwa Edun, Eoin Macken, Tom Hopper og Rupert Young.
Bemærkelsesværdige gæsteaktører omfatter Santiago Cabrera, Emilia Fox, Gemma Jones, Phil Davis, James Callis, Lindsay Duncan, Gary Lewis, Charlene McKenna, Janet Montgomery, Terence Maynard, Ben Daniels, Miranda Raison og Caroline Faber.

## Plot
Det har været et år siden Morgana vendte sig mod Camelot, og gik på flugt med en døende Morgause, og tingene har ændret sig i riget. Arthur fungerer nu som konge, bistået af sin onkel Agravaine, mens kong Uther er en fortabt sjæl, brudt ned af hans datters forræderi.
Merlin, Guinevere og Gaius fungere fortsat som Arthurs mest trofaste tjenere nogensinde. Men med en forræder der nu bor i hjertet af slottet, ser det ud til at hver af dem skal bevise deres loyalitet som aldrig før. En mørk sky er blevet kastet over Camelot, og mens Uther Pendragon ånder sit sidste åndedrag, strammer nettet sig tæt omkring Arthur. Rigets mørkeste time er kommet, og for at overleve skal Arthur og Merlin sætte deres lid til hinanden, da grænsen mellem allierede og fjerner er testet til det yderste.

## Produktion
Produktionen af en fjerde sæson af Merlin blev bekræftet den 25. oktober 2010.  Anthony Head bekræftede, at showet vil sendes i september 2011. Sæson 4 vil bestå af 13 episoder.  Colin Morgan sagde episoder ikke længere ville står alene; "Hver episode tager en progression som et stykke af et puslespil, der skal udfyldes."  På grund af populariteten af showet, har Merlin blevet forlænget serien med en femte sæson.

## Casting
Tre dage før sæsonens finale siger Julian Jones seriens skaber, at Colin Morgan, Bradley James, Katie McGrath, Angel Coulby, Anthony Head, og Richard Wilson alle er indgået kontrakt for flere sæsoner, og de ville vende tilbage som seriens hovedroller. John Hurt som lægger stemmer til den store drage ville også vende tilbage. Den 19. august 2011 Phil Davis blev castet som Gleeman. Nathaniel Parker og Charlene McKenna  vil også slutte sig til castet, hvor de spiller Agravaine og Lamia. James Callis sluttet sig til castet i den fjerde episode som Julius Borden.  Gemma Jones vil spille Cailleach' portvogter til den åndelige verden.  Lindsay Duncan vises i en episode som dronningen af Annis. Steven Hartley sluttet sig til castet som kong Caerleon. 

## Medvirkende
Den fuldstændige liste over medlemmer af rollebesætningen er som følger:

### Hovedrollerne
| Skuespiller      | Rolle                     | Noter                                                 |
| ---------------- | ------------------------- | ----------------------------------------------------- |
| Colin Morgan     | Merlin                    | Hovedperson (Troldmand)                               |
| Bradley James    | Arthur                    | Konge af Camelot                                      |
| Angel Coulby     | Gwen                      | Tjenestepige                                          |
| Katie McGrath    | Morgana                   | Fjende af Camelot (Arthur's halvsøster) - Troldkvinde |
| Nathaniel Parker | Agravaine                 | Arthur og Morgana's onkel - Ygraine's bror            |
| Richard Wilson   | Gaius                     | Hoflæge i Camelot og Merlin's værge                   |
| John Hurt        | Den Store Drage/Kilgharra | Den Store Drage                                       |

### Tilbagevende medvirkende
| Skuespiller      | Rolle           | Noter                |
| ---------------- | --------------- | -------------------- |
| Anthony Head     | Uther Pendragon | Arthur's far         |
| Santiago Cabrera | Sir Lancelot    | Ridder af Camelot    |
| Emilia Fox       | Morgause        | Morgana's halvsøster |
| Eoin Macken      | Sir Gwaine      | Ridder af Camelot    |
| Rupert Young     | Sir Leon        | Ridder af Camelot    |
| Tom Hopper       | Sir Percival    | Ridder af Camelot    |
| Adetomiwa Edun   | Sir Elyan       | Ridder af Camelot    |

### Gæstestjerner
| Skuespiller       | Rolle             | Noter                                                 |
| ----------------- | ----------------- | ----------------------------------------------------- |
| Gemma Jones       | The Cailleach     | Troldkvinde                                           |
| Phil Davis        | The Gleeman       | Hyrdet til Arthur's fødselsdag - Sårer Uther dødeligt |
| James Callis      | Julius Borden     | Var engang ven af Gaius                               |
| Charlene McKenna  | Lamia             | En lamia - Et ondt væsen                              |
| Janet Montgomery  | Princesse Mithian | Prinsesse                                             |
| Lindsay Duncan    | Dronning Annis    | Ven af Camelot når Kong Caerleon dør                  |
| Steven Hartley    | Kong Caerleon     | Fjende af Camelot - Mand til Dronning Annis           |
| Zee Asha          | Audrey            | Kok i Camelot                                         |
| Sarah Beck Mather | Vilia             | Troldkvinde                                           |
| Gary Lewis        | Alator af Catha   | Ypperstepræst                                         |
| Terence Maynard   | Helios            | Ven af Morgana                                        |
| Miranda Raison    | Isolde            |                                                       |
| Ben Daniels       | Tristan           |                                                       |
| Caroline Faber    | Hunith            | Merlin's mor                                          |

## Episoder
| Nr. i serie | Nr. i sæson | Titel                             | Instrueret af     | Skrevet af      | Oprindelig visningsdato | UK seere (i millioner) | Resumé |
| ----------- | ----------- | --------------------------------- | ----------------- | --------------- | ----------------------- | ---------------------- | --- |
| 40          | 1           | "The Darkest Hour (Part 1)"       | Alice Troughton   | Julian Jones    | 1. oktober 2011         | 6.40                   | Merlin møder sin største udfordring til dato, da Morganas snæversynet beslutsomhed truer ikke blot Arthur fremtid, men balancen i verden. Med hendes magi, som er stærkere end nogensinde, indkalder Morgana den mægtige troldkvinde Callieach, for at åbne sløret mellem verdenerne. Helvedes skabninger dræber enhver, der bukker under for deres berørelse. Det er op til Arthur og hans trofaste riddere at beskytte riget. Men det kræver mere end blot sværd at besejre deres fjende, og Merlin er chokeret, da han opdager den eneste måde at genoprette ligevægten kræver en ofring af ufattelige proportioner. |
| 41          | 2           | "The Darkest Hour (Part 2)"       | Alice Troughton   | Julian Jones    | 8. oktober 2011         | 6.80                   | Riget er på randen af sammenbrud, med Morgana klar til lave en strike. Da Lancelot vender tilbage til Camelot med den døende Merlin, skal Arthur fortsætte på sin mission med at besejre Dorocha uden dem. Selvom ridderne ved at deres rejse til Isle of the Blessed er fyldt med farer, kunne ingen forudse det offer Arthur har til hensigt at gøre der. Venskab og loyalitet er testet til det yderste, men i sidste ende er det kærlighedens magt, der ændrer hele deres liv for evigt ... |
| 42          | 3           | "The Wicked Day"                  | Alice Troughton   | Howard Overman  | 15. oktober 2011        | 7.04                   | Det mægtige citadel svirrer i forventning om prinsens fødselsdag. Men Arthurs gamle fjende, Odin, lover at sikre dette er den ene del Camelot aldrig vil glemme. For blandt de samling gæster lurer en dødbringende lejemorder. Da støvet lægger sig, er Camelot efterladt ødelagt. Men hvor langt er Merlin parat til at gå for at bringe orden? Ville han virkelig risikere alt og afsløre hans hemmelighed? |
| 43          | 4           | "Aithusa"                         | Alex Pillai       | Julian Jones    | 22. oktober 2011        | 6.96                   | Den mystiske Julius Borden ankommer til Camelot med nyheden om at en magisk hemmelighed truer med at ændre rigets landskabet for evigt. Han har placeret den sidste del af nøglen til graven af Ashkanar, et gammel mausoleum der har en meget speciel skat: den sidste tilbageværende drageæg. Merlin er forståeligt over for Bordens nyheder, og lover at hjælpe ham. Men hvem er den gådefulde fremmede og endnu vigtigere, hvorfor ønsker han ægget? |
| 44          | 5           | "His Father's Son"                | Alex Pillai       | Jake Michie     | 29. oktober 2011        | 7.40                   | For første gang siden sin kroning, finder Arthur ud af, hvad det virkelig betyder at være konge. Arthur møder sin første sande test som konge, da han pådrager sig den vrede fra formidable dronning Annis. Arthur må finde styrken til at være sin egen mand og blive den leder som Camelot så desperat mangler. |
| 45          | 6           | "A Servant of Two Masters"        | Alex Pillai       | Lucy Watkins    | 5. november 2011        | 6.94                   | Da Merlin falder i Morganas hænder, bliver han et dødbringende våben i hendes kamp for overherredømme. Ved hjælp af ældgammel magi, skaber den perfekte snigmorder. En uvidende Arthur er i stor fare. Vil nogen opdage Merlins usædvanlig adfærd, før han giver kongen nogle alvorlige skader? |
| 46          | 7           | "The Secret Sharer"               | Justin Molotnikov | Julian Jones    | 12. november 2011       | 6.72                   | Morgana går sammen med den gådefulde troldmand ved navn Alator, for at afdække en hemmelighed; hvem har identiteten Emrys? Kan nogen stoppe hende før Merlins hemmelighed er afsløret? |
| 47          | 8           | "Lamia"                           | Justin Molotnikov | Jake Michie     | 19. november 2011       | 7.00                   | Da mænd fra Guineveres hjemlandsby bliver ofre for en mystisk sygdom, sender Gaius Merlin, sammen med Guinevere og Ridderne,ud for at helbrede dem. De finder en hjemløst barne-lignende pige, Lamia. Kun Merlin og Guinevere mistænker hende, med rette, for at hun er ansvarlig. Snart falder riddere falder for hendes magi, og bukker under for den samme sygdom. Arthur rider ud med Gaius, der har indset pigens hemmelighed, men kan de redde Merlin og Guinevere eller kan Merlin besejre Lamia uden at afsløre sine magiske kræfter?                                                                           |
| 48          | 9           | "Lancelot du Lac"                 | Justin Molotnikov | Lucy Watkins    | 26. november 2011       | 7.32                   | Da Sir Lancelot vender tilbage, blusser gamle følelser op igen. Gwen skal kæmpe mod fristelse, før hun begår en usigelig forræderi. Merlin bliver mistænksom. Kan en mand virkelig trodse døden, eller er der noget mere dystert på spil? |
| 49          | 10          | "A Herald of the New Age"         | Jeremy Webb       | Howard Overman  | 3. december 2011        | 6.90                   | Camelots riddere snubler over en uhyggelig helligdom dybt inde i skoven, dens isnende atmosfære er præget af en mørk historie. Men da Elyan ignorerer Merlins advarsel, sætter hans handlinger gang i en kæde af begivenheder mere skræmmende end nogen kunne have forestillet sig. |
| 50          | 11          | "The Hunter's Heart"              | Jeremy Webb       | Richard McBrien | 10. december 2011       | 7.12                   | Morgana finder en magtfuld allieret i krigsherren Helios. Sammen de udtænker de den perfekte plan for at tvinge Camelot i knæ. Med kongeriget, og Arthur, optaget ved ankomsten af den smukke prinsesse Mithian, falder det til en fraværende ven at slå alarm. Men med tidligere sår stadig åbne, kan kærlighed virkelig erobre alle, når Guinevere vender tilbage? Eller er en dødelig pil bestemt til at flyve lige ind i hjertet af Camelot? |
| 51          | 12          | "The Sword in the Stone (Part 1)" | Alice Troughton   | Jake Michie     | 17. december 2011       | 8.39                   | Med Morgana i spidsen for en stor hær, er en dødelig net ved lukkes ned omkring Camelot. Da troldkvinden vinder, tvinger den vildskab af hendes angreb alle til at løbe for deres liv, selv Arthur. Men Morgana vil ikke lade ham slippe så let. Og så begynder en isnende jagt. Kan Merlin redde kongen fra Morganas klør? Eller har Arthurs held endelig forladt ud? |
| 52          | 13          | "The Sword in the Stone (Part 2)" | Alice Troughton   | Julian Jones    | 24. december 2011       | 8.18                   | Helios og Morgana har med succes fanget Camelot, mens Merlin, Arthur, Gwen, Tristan og Isolde er på fredløse kørsler. For at bevise, at Arthur er den retmæssige arving til tronen, får Merlin Arthur til tage et gammel sværd ud af en sten. Arthur styrter Morgana. Arthur tager sin krone tilbage og gifter sig med Gwen, der omsider bliver Dronning af Camelot. Såret og forvist, dør Morgana næsten, men til allersidst, helbreder den lille drage Aithusa Morgana. |